# Leese (Lemgo)
Leese ist ein Ortsteil der Stadt Lemgo im Kreis Lippe in Nordrhein-Westfalen. 

## Geschichte

### Ortsname
1344 wurde Leese als Lesede erstmals schriftlich erwähnt.

Folgende Schreibweisen sind ebenfalls belegt: Lezede (1353), Lese (1467, im Landschatzregister), Leese (1613, im Lemgoer Bürgerbuch), Leeße (1614, im Salbuch), Leße (um 1617), Lehse (um 1625, im Landschatzregister), Leißda und Leisida (1636), Leißde und Lehsde (1643), Lehse (1644, im Lemgoer Wörterbuch), Lehsede (1669) sowie Leese (ab 1758).

### 20. Jahrhundert
Bis zur Eingemeindung nach dem Lemgo-Gesetz am 1. Januar 1969 war Leese eine selbstständige Gemeinde im Kreis Lemgo. Dieser wurde am 1. Januar 1973 aufgelöst und mit dem Kreis Detmold zum Kreis Lippe zusammengeschlossen.

### Einwohnerentwicklung
| Jahr      | 1860 | 1939 | 1962 | 2006 | 2010 | 2016 | 2019 |
| Einwohner | 425  | 499  | 660  | 651  | 671  | 629  | 603  |
| --------- | ---- | ---- | ---- | ---- | ---- | ---- | ---- |

## Bildung
Bis 2022 existierte in Leese die Astrid-Lindgren-Schule, eine Förderschule mit dem Förderschwerpunkt Geistige Entwicklung. Nach dem Umzug der Schule in den Neubau in Lemgo am Vogelsang steht das Gebäude mittlerweile leer und wartet auf eine Nachnutzung. Mit der Villa Kunterbunt gibt es eine heilpädagogische und integrative Kindertageseinrichtung.

## Sport
Am 24. November 1924 wurde der Ballspielverein Leese (kurz BSV Leese) gegründet. Seine Vereinsfarben sind Schwarz/Weiß. Er bietet Walking, Schwimmen, Turnen und Yoga an. Bis 2024 bot der Verein auch Fußball an, Spielstätte war der Sportplatz am Raumüllerweg. Diese städtische Sportanlage wird seit der Saison 2023/2024 von Eintracht Lemgo genutzt. Dazu gibt es ein Beachvolleyballfeld, einen Kinderspielplatz und seit September 2024 eine Boule-Bahn. Die nicht mehr benötigte Auswechselbank des BSV Leese vom Fußball-Feld dient jetzt als Sitzgelegenheit und Regenschutz für die Boule-Spieler. 